# أسلوب إخباري

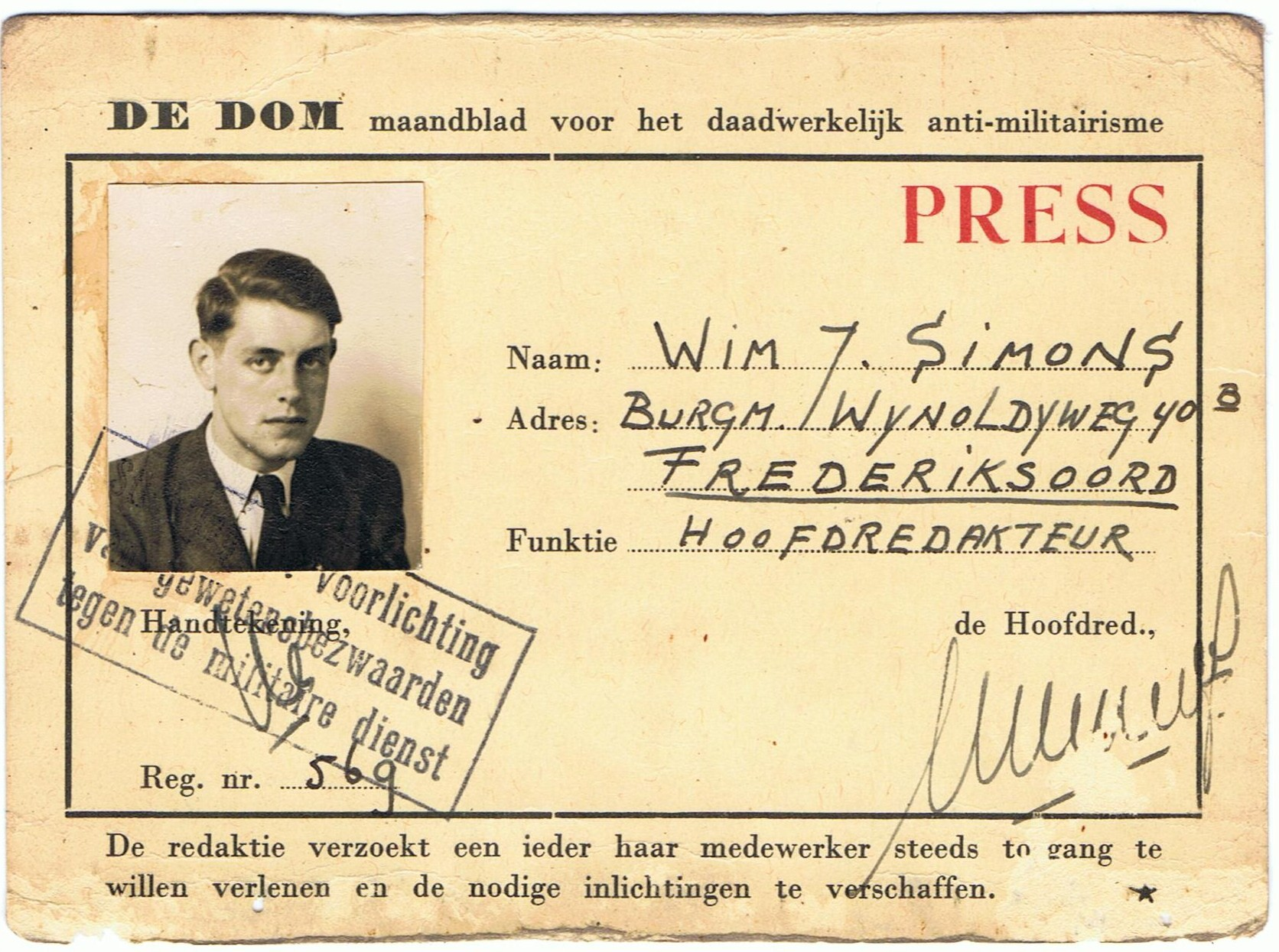

الأسلوب الإخباري، أو أسلوب الصحافة، أو أسلوب كتابة الأخبار هو أسلوب النثر المستخدم في نقل الأخبار في وسائل الإعلام مثل الصحف والإذاعة والتلفزيون.
تحاول كتابة الأخبار الإجابة على جميع الأسئلة الأساسية حول أي حدث معين- من، وماذا، ومتى، وأين، ولماذا (الخمسة WS) وكذلك كيف في كثير من الأحيان - في افتتاح المقال. هذا الشكل من البنية يسمى أحياناً «الهرم المقلوب»، للإشارة إلى أهمية المعلومات المتناقصة في الفقرات اللاحقة.
تحتوي القصص الإخبارية أيضا على واحدة على الأقل من الخصائص الهامة التالية بالنسبة للجمهور المستهدف: القرب، البروز، حسن التوقيت، اهتمام الإنسان، غرائب، أو نتيجة.
أحيانًا يتم استخدام المصطلح الصحفي ذي الصلة، بشكل مزعج،للإشارة إلى الكتابة بأسلوب الأخبار. آخر هو العناوين الرئيسية.

## نظره عامة
تلتزم الصحف بشكل عام بأسلوب الكتابة التفسيري. مع مرور الوقت والمكان، تباينت أخلاقيات الصحافة ومعاييرها في درجة الموضوعية أو الإثارة التي تتضمنها. يعتبر من غير الأخلاقي عدم نسب سبق صحفي إلى الصحفي الذي نشر قصة، حتى لو كان يعمل من قبل منظمة منافسة. وتختلف تعاريف المهنية بين وكالات الأنباء؛ وتختلف هذه التعاريف في ما بين وكالات الأنباء. غالباً ما ترتبط سمعتهم، وفقا للمعايير المهنية وتوقعات القارئ، إلى مظهر الموضوعية. في شكلها الأكثر مثالية، والكتابة الإخبارية تسعى جاهدة لتكون واضحة لغالبية القراء، وإشراك، وموجزة. وفي هذه الحدود، تهدف الأخبار أيضاً إلى أن تكون شاملة. ومع ذلك، هناك عوامل أخرى تشارك، وبعض الأسلوبية وبعضها مشتق من شكل وسائل الإعلام.
ومن بين الصحف الأكبر حجما والأكثر احتراما، يشكل الإنصاف والتوازن عاملا رئيسيا في تقديم المعلومات. ويقتصر التعليق عادة على قسم منفصل، على الرغم من أن كل ورقة قد يكون لها ميل عام مختلف. تملي السياسات التحريرية استخدام الصفات والتعابير الملطفة والتعابير. الصحف ذات الجمهور الدولي، على سبيل المثال، تميل إلى استخدام أسلوب أكثر رسمية في الكتابة.
وغالبا ما يتم جمع الخيارات المحددة التي يتخذها محرر أو هيئة تحرير وسيلة إخبارية في دليل نمطي. تتضمن أدلة النمط الشائعة كتاب نمط AP وكتاب نمط أخبار الولايات المتحدة. يمكن تلخيص الأهداف الرئيسية لكتابة الأخبار من قبل ABCs الصحافة: الدقة والإيجاز والوضوح.

## ماهي مؤشرات الاسلوب الاخباري
النثر الصحفي صريح ودقيق ويحاول عدم الاعتماد على المصطلحات. وكقاعدة عامة، لن يستخدم الصحفيون كلمة طويلة عندما يفعلها شخص قصير. وهي تستخدم موضوع الفعل الكائن البناء والحيوية، والنثر النشط (النظر النحوي). فهي تقدم الحكايات والأمثلة والاستعارات، ونادراً ما تعتمد على التعميمات أو الأفكار المجردة. يحاول كتّاب الأخبار تجنب استخدام نفس الكلمة أكثر من مرة في فقرة (تسمى أحيانًا «ايشو» أو «كلمة مرآة»).

### عنوان
العنوان (أيضا عنوان، رئيس أو عنوان، أو العنة في المصطلحات الصحفية) من قصة عادة ما يكون جملة كاملة (على سبيل المثال، «الطيار الذباب تحت الجسور لإنقاذ الغواصين»)، وغالبا مع الأفعال المساعدة والمقالات إزالتها (على سبيل المثال، «بقايا في معسكر كولورادو مرتبطة رجل شيكاغو المفقودة»). ومع ذلك، فإن العناوين الرئيسية تحذف في بعض الأحيان الموضوع (على سبيل المثال، «يقفز من قارب، المصيد في عجلة») أو الفعل (على سبيل المثال، «القط امرأة محظوظة»).

### عنوان فرعي
يمكن أن يكون العنوان الفرعي (العنوان الفرعي أو العنوان الفرعي أو العنوان الفرعي أو المجموعة) إما عنوانًا ثانويًا تحت العنوان الرئيسي أو عنوان قسم فرعي من المقالة.[بحاجة لمصدر] وهو عنوان يسبق النص الرئيسي أو مجموعة فقرات من النص الرئيسي. فهو يساعد على تغليف القطعة بأكملها، أو إبلاغ القارئ بموضوع جزء منها. غالبًا ما تحتوي المقالات الطويلة أو المعقدة على أكثر من عنوان فرعي واحد. وبالتالي، تعد العناوين الفرعية نوعًا واحدًا من نقاط الدخول التي تساعد القراء على الاختيار، مثل مكان بدء (أو إيقاف) القراءة.

### لوحة
لوحة المقالة هي كبسولة نص ملخص، وغالبا ما تكون مجرد جملة واحدة أو جزء، والتي يتم وضعها في الشريط الجانبي أو مربع النص (يذكرنا لوحة في الهواء الطلق) على نفس الصفحة لجذب انتباه القارئ لأنها التقليب من خلال الصفحات لتشجيعهم على التوقف وقراءة تلك المادة. عندما يتكون من عينة (مضغوطة في بعض الأحيان) من نص المقالة، فإنه يعرف باسم استدعاء أو وسيلة شرح، وعندما يتكون من اقتباس (على سبيل المثال من موضوع المادة، مخبر، أو مقابلة)، ويشار إلى أنه اقتباس سحب. قد تظهر لوحات إعلانية إضافية من أي من هذه الأنواع في وقت لاحق في المقالة (خاصة في الصفحات اللاحقة) لجذب المزيد من القراءة. تستخدم المواقع الصحفية أحيانًا تقنيات الرسوم المتحركة لمبادلة لوحة إعلانية بأخرى (على سبيل المثال، قد يتم استبدال شريحة من الاستدعاءات بالصورة مع اقتباس السحب بعد مرور بعض الوقت القصير). وتستخدم هذه اللوحات أيضا كمؤشرات على المادة في أقسام أخرى من المنشور أو الموقع، أو كإعلانات عن القطعة في منشورات أو مواقع أخرى.

### قيادة
أهم عنصر هيكلي للقصة هو الرصاص (أيضًا مقدمة أو ليد في المصطلحات الصحفية)، بما في ذلك الجملة الأولى أو الرائدة، أو الجملة، والتي تشكل دائمًا فقرة خاصة بها. تُستخدم ليدًا إملائيًا (/ ˈli /d /، من الإنجليزية الحديثة المبكرة) أيضًا في اللغة الإنجليزية الأمريكية، في الأصل لتجنب الخلط مع نوع المطبعة المصنوع سابقًا من الرصاص المعدني أو المصطلح المطبعي ذي الصلة «البادئة»
يذكر تشارني أن "الرصاص الفعال هو" بيان موجز وحاد للحقائق الأساسية للقصة ".[بحاجة لمصدر] الرصاص عادة ما يكون الجملة الأولى، أو في بعض الحالات أول جملتين، ويبلغ طولها من 20 إلى 25 كلمة. يجب أن يوازن العميل المثالي لأقصى قدر من المعلومات المنقولة مع قيود عدم قراءة جملة طويلة. وهذا يجعل الكتابة قيادة مشكلة تحسين، حيث يكون الهدف هو التعبير عن العبارة الأكثر شمولًا وإثارة للاهتمام التي يمكن للكاتب أن يدلي بها في جملة واحدة، بالنظر إلى المادة التي يجب عليه العمل بها. في حين أن القاعدة الأساسية تنص على أن الرصاص يجب أن يجيب على معظم أو كل الأجوبة الخمسة، إلا أن القليل من العملاء المحتملين يمكن أن يلائم كل هذه الأسئلة.
يتم تصنيف خيوط المقالة أحيانًا إلى خيوط قاسية ووصلات ضعيفة. يهدف الدليل الصعب إلى تقديم أطروحة شاملة تخبر القارئ بما سيغطي المقال. يقدم الرصاص السهل الموضوع بطريقة أكثر إبداعًا وسعيًا للانتباه، ويتبعه عادةً فقرة مختصرة (أو غراف الجوز)، ملخص موجز للحقائق.
مثال على فقرة ذات قيادة صعبة
ناسا تقترح مشروع فضائي آخر وتضمن طلب ميزانية الوكالة، الذي أُعلن عنه اليوم، خطة لإرسال بعثة أخرى إلى القمر. وتأمل الوكالة هذه المرة في إنشاء مرفق طويل الأجل كنقطة انطلاق لمغامرات فضائية أخرى. وتطلب الميزانية نحو 10 بلايين دولار للمشروع.
مثال على جملة لينة الرصاص
البشر سيذهبون إلى القمر مجدداً وجاء إعلان وكالة ناسا في الوقت الذي طلبت فيه الوكالة تخصيص 10 مليارات دولار من الاعتمادات للمشروع.
و «خارج الرصاص» هو ثاني أهم الأخبار في الصفحة الأولى من اليوم. يظهر خارج الصدارة إما في الزاوية اليسرى العليا، أو مباشرة تحت الرصاص على اليمين.
إلى «دفن الرصاص» هو أن تبدأ هذه المادة مع معلومات أساسية أو تفاصيل ذات أهمية ثانوية للقراء، مما اضطرهم إلى قراءة أكثر عمقا في مقال مما ينبغي أن يكون من أجل اكتشاف نقطة أساسية (ق). هو خطأ عاديّة في صحفيّة نشرات،غير أنّ سمة من أكاديميّة كتابة أسلوب.

### فقرة باختصار
فقرة باختصار (أيضًا ببساطة باختصار، أو رسم بياني للجوز، جراف الجوز، الجوز، إلخ، في المصطلحات الصحفية) هي فقرة مختصرة (أحيانًا يمكن أن يكون هناك أكثر من واحد) تلخص القيمة الإخبارية للقصة، وأحيانًا رصاصة- مدببة و / أو انطلقت في صندوق. يتم استخدام فقرات المكسرات بشكل خاص في القصص الإخبارية (انظر «نمط الميزة» أدناه).

### الفقرات
تشكل الفقرات (التي يتم اختصارها كـ «رسوم بيانية أو غراف أو أجزاء في المصطلحات الصحفية) معظم المقالة». الاستخدام الشائع هو أن جملة أو جملتين كل منها تشكل فقرة خاصة بها.
هيكل هرمي مقلوب
يصف الصحفيون عادةً تنظيم أو بنية الأخبار بأنها هرم مقلوب. يتم وضع العناصر الأساسية والأكثر إثارة للاهتمام في القصة في البداية، مع المعلومات الداعمة التالية في ترتيب من أهمية تضاؤل.
هذه البنية تمكن القراء من التوقف عن القراءة في أي لحظة، ولا تزال تأتي بعيدا مع جوهر القصة. فهو يسمح للناس باستكشاف موضوع ما فقط للعمق الذي يأخذه فضولهم، وبدون فرض تفاصيل أو فروق دقيقة يمكن أن يعتبروها غير ذات صلة، ولكن لا يزالون يجعلون تلك المعلومات متاحة للقراء الأكثر اهتمامًا.
كما أن هيكل الهرم المقلوب يتيح أيضاً أن يتم تشذيب المقالات إلى أي طول عشوائي أثناء التخطيط، ليتناسب مع المساحة المتاحة.
وكثيرا ما يتم تحذير الكتاب «لا دفن الرصاص!» لضمان أنها تقدم أهم الحقائق أولاً، بدلاً من مطالبة القارئ للذهاب من خلال عدة فقرات للعثور عليهم.
بعض الكتاب بدء قصصهم مع «1-2-3 يؤدي»، ولكن هناك أنواع كثيرة من الرصاص المتاحة. يبدأ هذا التنسيق دائماً بفقرة افتتاح "Five Ws" (كما هو موضح أعلاه)، متبوعاً بعرض غير مباشر يعمل على دعم عنصر رئيسي في الفقرة الأولى، ثم اقتباس مباشر لدعم الاقتباس غير المباشر.

### كيكر
يمكن أن يشير كيكر إلى عدة أشياء:
- القصة الأخيرة في البث الإخباري. قصة «سعيدة» لإنهاء العرض.[9]

- كلمة أو عبارة قصيرة ملفتة للانتباه ترافق عنوانًا رئيسيًا، «تهدف إلى إثارة الاهتمام أو التحرير أو تقديم التوجيه»[10]

## نمط القصة الخبرية
الأخبار ليست النوع الوحيد من المواد التي تظهر في الصحف والمجلات. وتُعرف المقالات الأطول، مثل مقالات غلاف المجلات والقطع التي تقود الأقسام الداخلية للصحيفة، باسم الميزات. قصص مميزة تختلف عن الأخبار المستقيمة في عدة طرق. وفي المقام الأول، لا يوجد دليل مباشر على الأخبار، معظم الوقت. بدلا من تقديم جوهر القصة في خط الهجوم، قد يحاول كتّاب الميزة جذب القراء.
في حين أن القصص الإخبارية المستقيمة تبقى دائمًا في وجهة نظر الشخص الثالث، فمن الشائع أن تنزلق مقالة مميزة إلى الشخص الأول. الصحفي غالبا ما تفاصيل التفاعلات مع المواضيع المقابلة، مما يجعل قطعة أكثر شخصية.
غالبًا ما تتعلق الفقرات الأولى للميزة بلحظة مثيرة للاهتمام أو حدث مثير للاهتمام، كما هو الحال في «السرد الرصاص». من تفاصيل شخص أو حلقة، سرعان ما تتسع نظرتها إلى العموميات حول موضوع القصة.
القسم الذي يشير إلى ما هي ميزة هو حول يسمى الرسم البياني الجوز أو لوحة. تظهر اللوحات الإعلانية كفقرة ثالثة أو رابعة من الأعلى، وقد تصل إلى فقرتين. على عكس الرصاص لوحة نادرا ما يعطي كل شيء بعيدا. وهو يعكس حقيقة أن الكتاب ميزة تهدف إلى عقد اهتمام قرائهم إلى النهاية، الأمر الذي يتطلب توليد الفضول وتقديم «مكافأة.» الفقرات ميزة تميل إلى أن تكون أطول من تلك القصص الإخبارية، مع انتقال أكثر سلاسة بينهما. ميزة الكتاب استخدام البناء الفعل النشط وتفسيرات ملموسة من الأخبار على التوالي ولكن في كثير من الأحيان وضع المزيد من الشخصية في النثر.
غالبًا ما يتم إغلاق القصص الروائية باستخدام «ركلة» بدلاً من مجرد التلاشي.

## بلدان أخرى
هناك تنسيقات متشابهة إلى حد كبير في الثقافات الأخرى، مع بعض الخصائص الخاصة بكل بلد على حدة.

### اليابان
اليابانية المكتوبة بشكل عام، وكتابة الأخبار على وجه الخصوص، تركز بشدة على الإيجاز، وتتميز بالاستخدام المكثف للمفردات الصينية اليابانية وحذف قواعد اللغة التي سيتم استخدامها في الكلام. في معظم الأحيان، يتم استخدام مركبات الكانجي المكونة من حرفين للتعبير بشكل موجز عن المفاهيم التي قد تتطلب شرطًا طويلاً في حالة استخدام اللغة المنطوقة. الترشيح شائع أيضًا، وغالبًا ما يتم ضغط عبارة في سلسلة من الكانجي. الاختصارات متكررة أيضًا، مما يقلل المصطلح أو مركب كانجي إلى أحرف أولية فقط (كما هو الحال في الاختصارات في أنظمة الكتابة الأبجدية)؛ قد لا يتم استخدام هذه المصطلحات المختصرة في اللغة المنطوقة، ولكن يمكن فهمها من النظر إلى الأحرف في السياق. علاوة على ذلك، تمت كتابة العناوين بأسلوب برقية، مما أدى إلى عبارات مقطوعة ليست جملًا نحوية. غالبًا ما تحتوي المقالات الأكبر حجمًا، وخاصة مقالات الصفحة الأولى، على ملخص من فقرة واحدة في البداية.